# 塔拉斯基
49°42′23″N 28°13′44″E / 49.70639°N 28.22889°E
塔拉斯基（烏克蘭語：Тараски），是烏克蘭的村落，位於該國西南部文尼察州，由赫梅利尼克區負責管轄，始建於1650年，面積1.28平方公里，海拔高度259米，2001年人口528，人口密度每平方公里412.5人。